# Amfider
Amfider (av grekiska αμφι, amfi = ”åt båda hållen”) är ett uttryck som Berzelius använde för sådana grundämnen som med andra grundämnen kan bilda föreningar av motsatt karaktär, till exempel syre (O) som kan ge såväl ämnen med pH över 7, exempelvis natriumhydroxid, NaOH,  och pH under 7, exempelvis fosforsyra, H3PO4.